# Ajrk
Ajrk – wieś w Armenii, w prowincji Gegharkunik. W 2011 roku liczyła 317 mieszkańców.